# Apicia geminimacula
Apicia geminimacula är en fjärilsart som beskrevs av D. Jones 1921. Apicia geminimacula ingår i släktet Apicia och familjen mätare. Inga underarter finns listade i Catalogue of Life.